# Perigonia caryae
Perigonia caryae là một loài bướm đêm thuộc họ Sphingidae. Loài này có ở Cộng hoà Dominica.
Nó là loài du nhất trong chi Perigonia với cánh trước có dải gồm các vùng nâu tối và nhạt xen kẽ.